# 냉면
냉면(冷麵, 문화어: 랭면)은 한국 고유의 찬국수 요리 중 하나로, 삶은 국수를 찬 육수에 넣고 양념과 고명을 얹은 음식이다. 조선민주주의인민공화국의 국민 음식 가운데 하나로 여겨지며, 대한민국에서도 즐겨 먹는다.

## 역사
고려 시대 평양의 찬샘골(현 동대원구역 랭천동) 주막집에 얹혀 살던 달세라는 사위가 메밀 반죽을 국수틀에 눌러 뺀 것을 물에 삶아서 찬물에 헹군 다음 동치미 국물에 말아 먹은 음식이 그 시작이며, 이것이 곡수(穀水)라 불렸다. 달세네 "찬곡수"가 평양성 안까지 퍼져 훗날 "평양냉면"으로 알려졌다.
조선 시대 문헌 가운데는 1643년에 장선징이 장유의 시와 산문을 엮어 간행한 《계곡집》에 "냉면(冷麵)"이라는 단어가 등장한다.
1849년에 쓰인 《동국세시기》에서는 냉면을 동짓달(음력 11월) 시식으로 소개한다.
 用蕎麥麵沈菁菹菘菹和猪肉名曰冷麵
 — 東國歲時記
메밀국수를 무김치와 배추김치, 돼지고기와 곁들인 것을 냉면이라 한다.
 — 동국세시기
1896년 문헌인 《규곤요람》은 냉면에 대해 "싱거운 무 김치국에다 화청(和淸)해서 국수를 말고 돼지고기를 잘 삶아 넣고 배, 밤과 복숭아를 얇게 저며 넣고 잣을 떨어 나니라."라고 기록 되었다.
1800년대 말의 《시의전서》는 "냉면(冷麪)"과 "장국냉면(ᄌᆞᆼ국ᄂᆡᆼ면)" 조리법을 아래와 같이 언급한다.
 冷麪
쳥신ᄒᆞᆫ 나박김치나 조흔 동침이 국에 말되 화쳥ᄒᆞ고 우희난 양지머리 ᄇᆡ 조흔 ᄇᆡᄎᆞ 통김치 셰 가지 다 ᄎᆡ 쳐 언고 고초가로와 실ᄇᆡᆨᄌᆞ 흐터 쓰라
ᄌᆞᆼ국ᄂᆡᆼ면
고기 ᄌᆞᆼ국 ᄭᅳᆯ히여 ᄊᆞ느러키 식혀 국슈 말고
우희난 외 ᄎᆡ 쳐 소곰에 ᄌᆞᆷ간 져리여 ᄲᆞ라 ᄶᆞ셔 살ᄌᆞᆨ 복가 ᄭᆡ소곰 고초가로 유ᄌᆞᆼ에 뭇친 것과 양지머리 ᄎᆡ 쳐 셕거 언고
실고초 셕이 계란 부쳐 ᄎᆡ 쳐 언져 쓰라
호박도 외와 갓치 복난니라
 — 是議全書
냉면
산뜻한 나박김치나 좋은 동치미 국물에 말되 꿀을 타고, 위에는 양지머리, 배, 좋은 배추통김치 세 가지를 채쳐 얹고, 고춧가루와 잣을 얹어 먹는다.
장국냉면
고기장국 끓여 차게 식혀 국수를 말고, 위에는 오이를 채쳐 소금에 잠깐 절여 짜서 살짝 볶아 깨소금, 고춧가루, 기름장에 묻힌 것과 양지머리 채쳐 섞어 얹고, 실고추, 석이, 달걀 부쳐 채친 것을 얹어 먹는다. 호박도 오이와 같이 볶는다.
 — 시의전서
대한제국 시기 고종 황제는 냉면을 좋아한 것으로 전해지는데, 덕수궁 대한문 밖의 국숫집에서 배달하여 편육과 배, 잣을 얹어 먹었다고 한다.

## 만들기
메밀가루나 밀가루 또는 칡, 감자, 고구마 등의 녹말가루를 이용하여 만든 국수에 고명을 얹고 찬 국물이나 양념장을 곁들여 먹는다. 현대에는 가위로 국수를 자르지만, 과거에는 긴 국수가 긴 수명을 상징했기 때문에 국수를 자르지 않았다.

## 종류

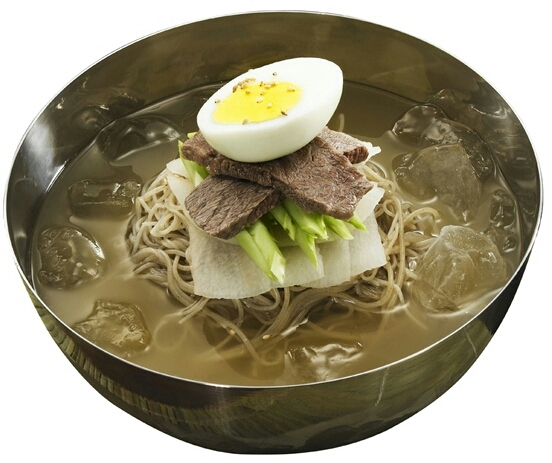
물냉면

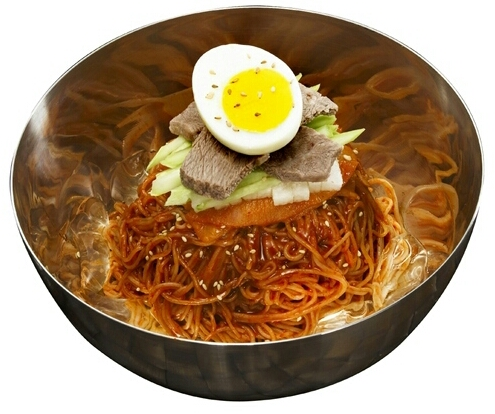
비빔냉면

### 재료별 냉면
냉면은 국물을 쓰는지에 따라 물냉면과 비빔냉면으로 분류한다.
- 물냉면: 고기 국물이나 동치미 국물 등에 만 냉면이다. 고명을 얹고 겨자와 초를 쳐 먹는다. 꿩고기 국물을 쓴 것은 꿩냉면이라 구분해 부른다.
- 비빔냉면: 육수 없이 고명과 여러 가지 양념을 넣어 비벼 먹는 냉면이다.
- 회냉면 : 육수 없이 틀:잘게 지른 명태나 홍어를 고명으로 올려서 양념과 함께 비벼먹는 냉면이다.

또한 국수의 재료에 따라 메밀냉면, 녹말냉면, 밀냉면 등으로 분류한다.
- 메밀냉면: 메밀가루로 만든 메밀국수를 쓴 냉면이다. 평양냉면, 해주냉면, 진주냉면 등 전통적 냉면은 메밀냉면이다. 겉껍질만 벗겨 낸 거친 메밀가루로 굵게 뽑아 만든 거무스름한 메밀국수를 쓴 것은 막국수라 부른다.
- 녹말냉면: 녹말가루로 만든 녹말국수를 쓴 냉면이다. 감자 녹말로 만든 관북 지방의 농마국수가 대표적이다. 칡가루로 만든 칡녹말국수를 쓴 것은 칡냉면이라 부른다.
- 밀냉면: 밀가루로 만든 밀국수를 쓴 냉면이다. 부산의 밀면이 대표적이다. 냉잔치국수나 김치말이국수 등도 밀냉면의 일종이다.

그 외에도 냉면은 고명이나 들어가는 재료에 따라 열무냉면, 회냉면, 코다리냉면 등 여러 가지로 분류된다.

### 지역별 냉면
- 평양냉면: 평양 지역의 냉면이다.
- 해주냉면: 황해남도 해주 지역의 냉면이다.
- 강계냉면: 자강도 강계 지역의 냉면이다.
- 진주냉면: 경상남도 진주 지역의 냉면이다.
- 함흥냉면: 함경남도 함흥 지역의 냉면이다. 함흥 일대에서는 회국수와 농마국수로 불린다.

### 변형·퓨전 냉면
- 모리오카냉면: 재일교포 1세 양용철이 1954년 일본 모리오카시에서 개발한 함흥식 물냉면의 변형 음식이다.[5]
- 연길냉면: 물에 쇠고기맛 조미료, 빙초산, MSG, 설탕, 간장, 사이다 등을 타 만든 밑국물에 녹말국수를 말고, 양념장과 수박을 올려 먹는 냉면이다.[6]
- 중국냉면: 중국의 찬 비빔국수에 한국식으로 찬 국물을 더해 만든 한국식 중국 요리이다. 얼음 육수에 새우와 해파리, 갑오징어 등 해물과 오이, 달걀, 당근 등 채소를 곁들이고, 땅콩 소스와 겨자장을 넣어 먹는다.
- 벳푸 레이멘:일본 오이타현 벳푸시의 냉면이다.

### 즉석식품
대표적인 예로 대한민국에서 출시된 청수냉면, 둥지냉면, 태풍냉면 등이 있다.

## 같이 보기
- 온면
- 쫄면